# قلعة السلط
قلعة السلط من القلاع التي بناها القائد أسامة بن منقذ، أحد القادة العسكريين لصلاح الدين الأيوبي، ضمن الخطط العسكرية لتحرير فلسطين من الاحتلال الصليبي وقد لعبت دور أساسي في الإعداد لمعركة حطين وهي حصن مثالي ظل قائماً إلى عام 1840 حيث قد تم قصفه على إثر ثورة القاسم من قبيلة العواملة ونمر العدوان اللذان كانا من قبيلتين أيدتا الحملة المصرية على الشام، بقيادة إبراهيم باشا بن محمد علي باشا لتوحيد الشام ومصر وعند تنازل الأتراك عن مصر لنسل محمد علي قام الأتراك بالحملة على السلط وتم فيها قصف القلعة وتشريد أهلها وهاجرت على إثر ذلك الكثير من العائلات لخارج السلط ولا زالوا يدعون بالسلطي في فلسطين ودمشق.

## معنى الاسم
السلط هو الاسم الغالب إذ كانت المدينة تدعى وحتى عهد قريب الصلت. وقد يكون الاسم مشتقا من الكلمة اللاتينية سالتا بمعنى غابة، وقيل: سالتوس أي ”الوادي الخصيب“، أو من الكلمة السريانية سلتا (سلطا) بمعنى صخر الصّوان أو الحجر القاسي.

## مما قيل فيها
وقال فيها أبو العباس القلقشندي في كتابه صبح الأعشى:
| قلعة السلط | ومن هذا العمل الصلت - وهي بألف ولام لازمين في أوله وفتح الصاد المهملة المشددة وسكون اللام وبعدها تاء مثناة - بلدة لطيفة من جند الأردن في جبل الغور الشرقي في جنوب عجلون على مرحلة منها، وبها قلعة بناها المعظم عيسى بن العادل أبي بكر بن أيوب، وتحت القلعة عينٌ واسعة يجري ماؤها حتى يدخل البلد، وهي بلدة عامرة آهلة ذات بساتين وفواكه. | قلعة السلط |

## موقعها الاستراتيجي ووصفها

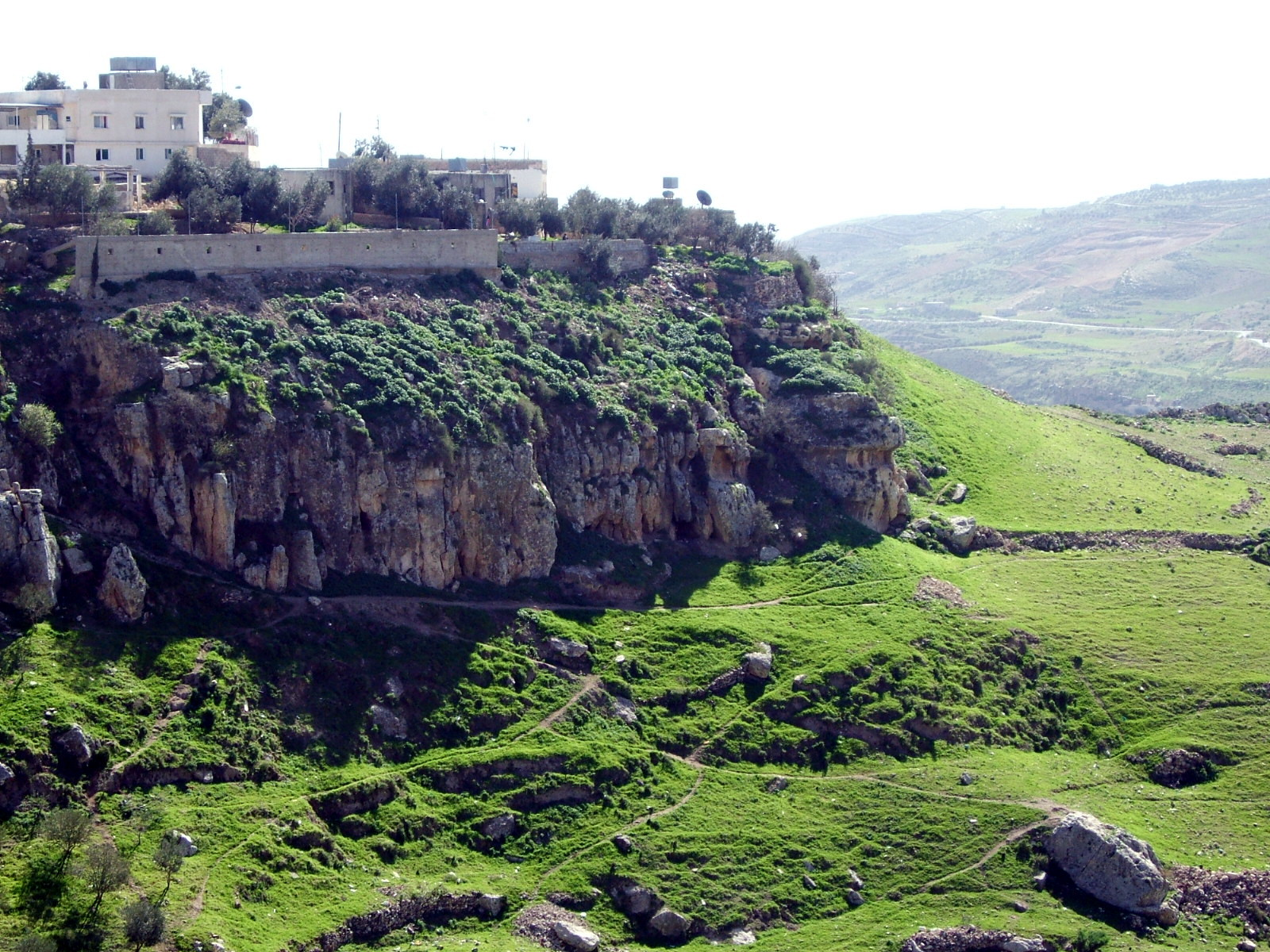
صورة للقلعة وموقعها على قمة الجبل.

واقعة على قمة جبل القلعة (رأس الأمير سابقا) إذ يقول المؤرخون بأنها كانت تشبه قلعة عجلون وكانت محاطة بسور ضخم وخندق عريض وأنها كانت مربوطة بأحد العيون في وسط المدينة من خلال نفق سري. ونظرا للأهمية الاستراتيجية والتاريخية للقلعة فقد حرص الملوك الأيوبيون والسلاطين والخلفاء العثمانيون في العهود المختلفة على ترميمها وصيانتها باستمرار لكنها تعرضت للتدمير عام 1840 من قبل الجيش المصري بقيادة إبراهيم باشا أثناء ثورة نابلس وفي عام 1918 من قبل جيوش الاحتلال البريطاني أثناء هجمات السلط بحيث وصلت إلى هذه الحالة البائسة التي هي عليها اليوم.
كانت تشرف القلعة على الطريق المؤدية إلى الشام ومصر والحجاز وبيت المقدس وكانت مدينة السلط أحد المراكز المقامة لحماية قوافل الحجيج وما زالت أحياء من السلط تسمى بأسماء حجاج البلاد فمثلاً حجاج حلب كانوا يقيمون في حي وادي الحلبي وحجاج من الأكراد كانوا يقيمون في حي وادي الأكراد. أما عن مبنى القلعة فهو من التصميم الإسلامي القديم وهي تشبه قلعة عجلون. وكان يحيط بالقلعة خندق عريض (حوالي 20.4 متر) ارتفاع بعض أجزائه 15 متر وفوق الخندق جسر يصل داخلها بخارجها.
للقلعة ممر سري تحت الأرض يصل إلى وسط المدينة ويستخدم لخروج ودخول الجند وقت الحصار وكان فيها ينبوع ماء يمر حالياً تحت المسجد الكبير وللقلعة أربعة أبراج للمراقبة وهي مربعة الشكل وكانت محاطة بسور ضخم يشكلان إسناد متبادل في المراقبة والسيطرة أما عن أسماء الأبراج فهي أسماء لشيوخ العشائر المقيمة في القلعة وهي:
1. برج أبو حمور نسبة إلى عشيرة الحمامرة (التي تعتبر أقدم العشائر التي سكنت مدينة السلط).
2. برج الحاج نسبة إلى عشيرة القطيشات.
3. برج حسين الصبح نسبه إلى عشيرة الفواعير (وهم أولاد عمومة).
4. برج خيار وهو جد عشيرة العواملة.

## الحملات التي تعرضت لها قلعة السلط

### حملة سامي باشا

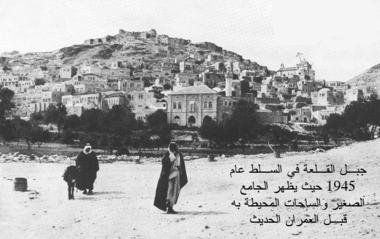
صورة للقلعة تم التقاطها سنة 1945م.

أقام الباشا في مناطق جوار السلط (روابي البلقاء) وبقال أنه أقام في منطقة عين الباشا وسميت بهذا الاسم نسبة إليه، فبعث رسالة إلى أهالي السلط طالباً منهم الاستسلام. فرفض وجهاء العشائر ذلك وسرعان ما كان الرد من الشيخ حسين أبو حمور (الشيخ الذي انتخبه وجهاء العشائر الأخرى ليكن قائد عليهم) وقالوا له للبلقاء كرسي وكرسيها السلط وللسلط كرسي وكرسيها لأبو حمور وأرسل له شعراً:
فتمت المواجهة لكن بعد ثلاثة أشهر اضطر الباشا للانسحاب وذكر الرحالة الأجانب ومنهم «ادا جودريتش فرير» الذي زار السلط سنة 1321 هـ الموافق لـ1903م والرحالة يوهان لودفيك بركهارت الذين شهدوا أن السلطية قاوموا الحصار الذي فرضه باشا دمشق مدة ثلاثة أشهر.

### حملة إبراهيم باشا الألباني

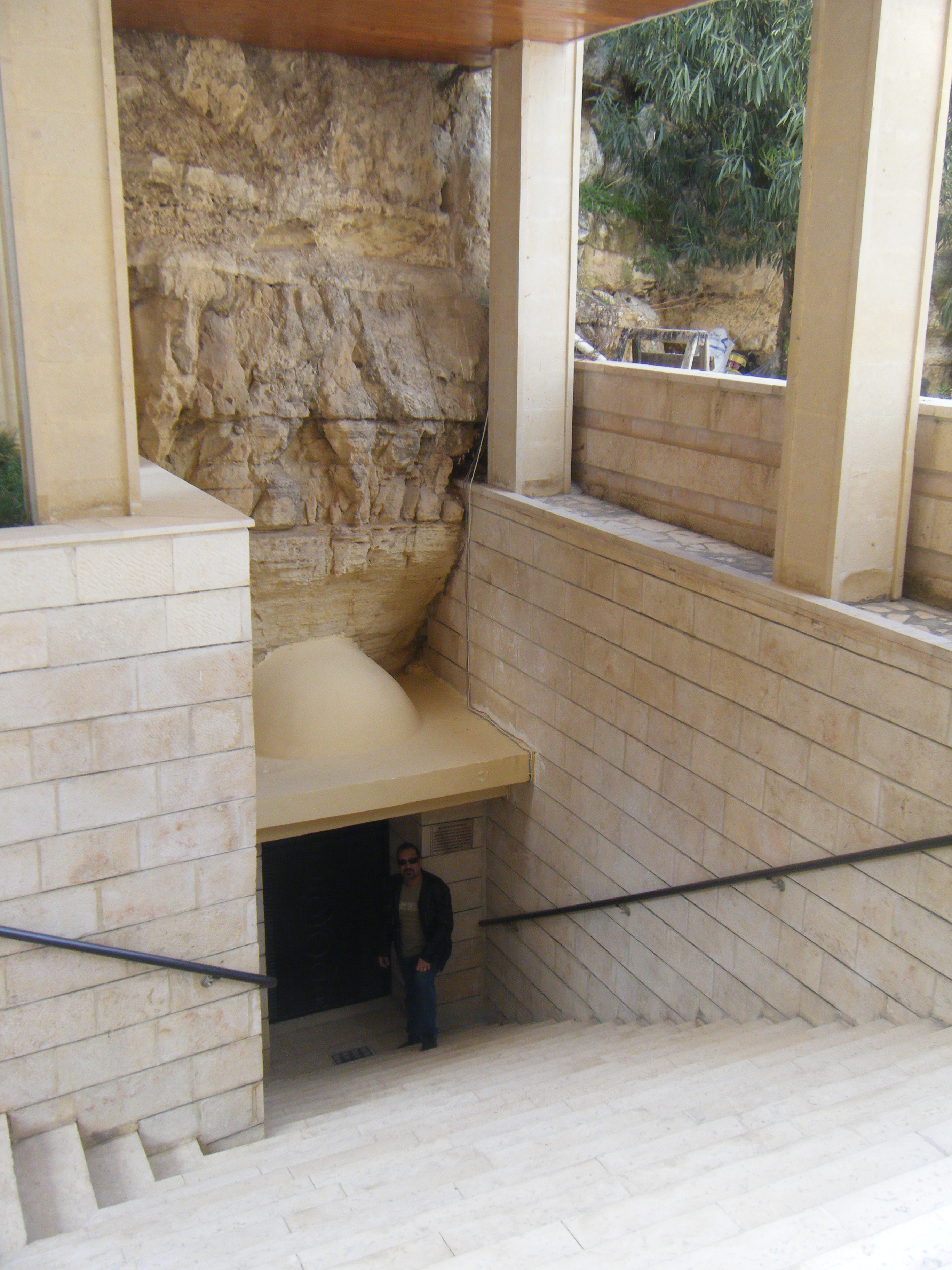
صورة للممر السري الذي تم استعماله في معارك المدينة.

هاجم إبراهيم ابن محمد علي الألباني السلط بعد عشرين سنة من حملة الباشا وبعث رسالة يطلب فيها الاستسلام متحديا يها شيوخ السلط وخصوصاً الشيخ حسين أبو حمور تمت مواجهتها بالرفض.
كان مشايخة السلط ووجهائها في ذلك الوقت:
1. حسين العلي أبو حمور (جد عشيرة الحمامرة في السلط).
2. حسين الصبح وأعقابه (الفواعير).
3. حمود الحاج جد عبد الحليم النمر (العربيات).
4. محمد سلامة الحاج جد (القطيشات).
5. قاسم العمايري (الرحاحلة).
6. يوسف الأحمد جد ذوقان الحسين (العواملة).
7. صليبي جد سعيد باشا الصليبي.

وعندما رفض زعماء السلط الاستسلام حصل تبادل إطلاق النار مع عدم تكافؤ الطرفين ففضل الشيخ حسين أبو حمور الموت على الاستسلام طيلة فترة الحصار فقتل في المعركة ودخل الجنود القلعة للاستيلاء عليها. فقام شاب اسمه عثمان النفيل (شاب من الحمامرة) مع زمرة من رفاقه باقتحام القلعة من الممر السري وسيطر على القلعة وقتل الجنود وعندما علم إبراهيم باشا بالأمر أمر بتدمير القلعة قصفا. وكان من بين جند الباشا المصري جندي من عقربة فلسطين خاف من نتائج فعلة إبراهيم باشا فأنشأ شعراً يقول:
بعد القصف امتلئت الروابي والوديان المجاورة بركام القلعة ولم يبقى ليومنا هذا إلا أجزاء قليلة متبقية منها.
وارسل بعدها إبراهيم باشا شيخا من شيوخ البدو حاكما على السلط وسرعان ما ثار عليه أهل السلط وقطعوا رأسه وأرسلوه إلى إبراهيم باشا، وانشق بعض جنوده وانضموا إلى عشائر السلط ومنهم جد آل (اليعقوب العواملة) أصله من طنطا في مصر وجد آل المصري (العواملة، الرمامنة) وآل أبو الراغب وأصله من حماة.

## القلعة وما حصل لها بعد حملة إبراهيم باشا

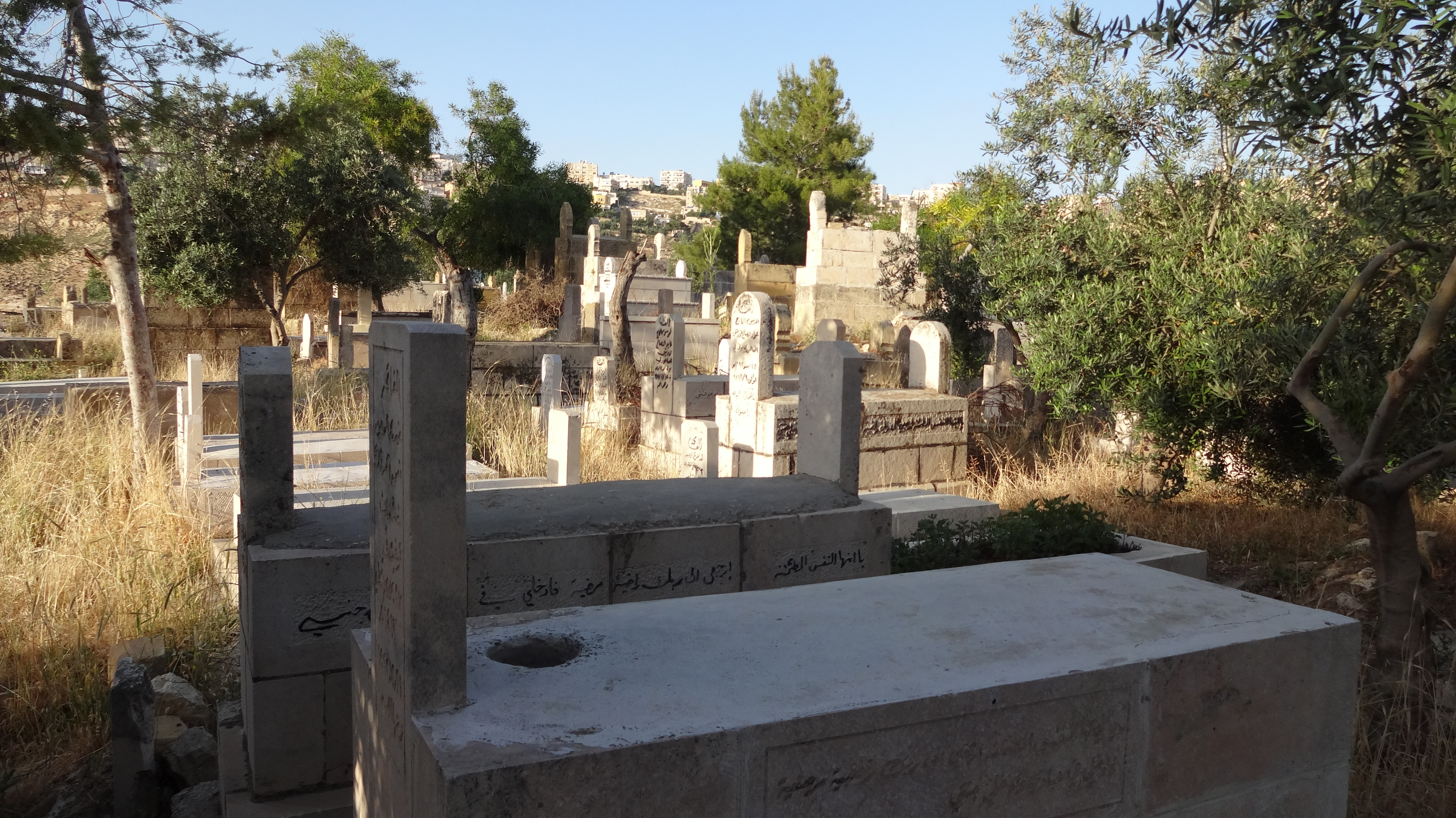
صورة مقبرة الجنود العثمانيين الذين ماتوا في آخر المعارك التي وقعت في السلط.

بعد حملة إبراهيم باشا على السلط وهدم قلعتها بقيت الأرض التي كانت قد شيدت القلعة عليها ملكاً لعشيرة الحمامرة (أبو حمور) وتم التبرع بها لوزارة السياحة في الأربعينات. وبعدها باع أولاده أرض القلعة وما حولها عندما طالبت دائرة السياحة والآثار بجعلها مقابر للأتراك، حيث بنى حمدي الأنيس أبو راغب عليها ما تبقي من ركام القلعة مسجد القلعة على نفقته الخاصة وبعد ذلك أصبحت السلط تزداد بسكانها وتكبر في عمرانها وكان قضاء السلط في تلك الفترة جزء من قضاء البلقاء أساسه القبائل والعشائر ومشيختهم (تراث البدو القضائي) وأبرزهم:
1. ابن حمدان من عشيرة العواملة.
2. أبو حمور من عشيرة الحمامرة.
3. ابن حمود من عشيرة العربيات.
4. ابن نصر الله من عشيرة الفواعير.
5. ابن الحاج من عشيرة القطيشات.

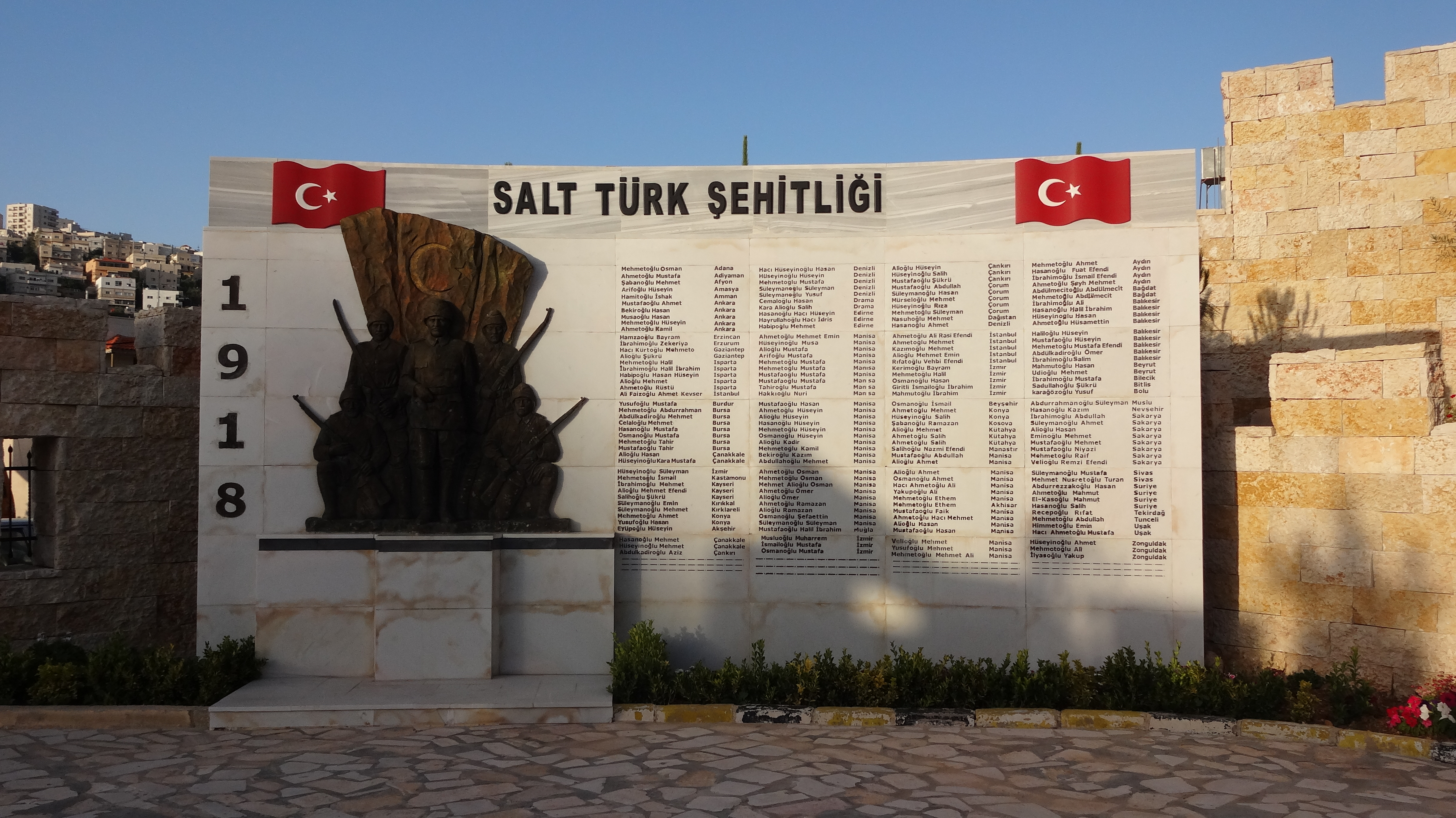
صورة لأسماء الجنود الذين قتلوا في القلعة مكتوبة على حائط المقبرة.

وكان الشيخ حسين أبو حمور قاضي القلعة في السلط وقاضي البلقاء هو ابن قلاب من بني حسن. وأصبحت السلط أكثر المدن مهابة في شرقي الأردن فأدى ذلك إلى بسط حكم الحكومة التركية عليها سنة 1285 هـ الموافق لـ1868م. وتؤكد الوثائق العثمانية الصادرة سنة 1299 هـ وما بعدها أن قضاء السلط يتبع لواء البلقاء الممتد مسافات طويلة في أراضي الأردن ويضم كل من قضاء الكرك وقضاء جنين وناحية معان والجيزة وكان مركزه في مدينة نابلس.
وكان التدمير الأخير قام به الإنجليز لأن الأتراك اتخذوها ملجأ لهم ودارت معارك ضارية بين الجيشين أدى للموت العديد من العثمانيين. ولهم مقبرة قريبة من القلعة مقبرة (المغارة).